# Ponte (Vila Verde)
 (avril 2025).
Si vous disposez d'ouvrages ou d'articles de référence ou si vous connaissez des sites web de qualité traitant du thème abordé ici, merci de compléter l'article en donnant les références utiles à sa vérifiabilité et en les liant à la section « Notes et références ».
Ponte (São Vicente ou Pont Saint Vincent) est l'un des plus anciens villages de la municipalité de Vila Verde, district de Braga, de l'ancienne région du Minho au Portugal. Situé sur la berge droite de la rivière Homem, il est relié par un pont médiéval à la ville de Caldelas, municipalité de Amares.

## Histoire
Le  village de Ponte São Vicente est né vers 900 ans av. J.-C., par la construction du castro de São Julião (Saint Julien), dominant la vallée de la rivière Homem. Ce castro Braccari peu de temps après la conquête romaine était dirigée par Malceino (dont la statue a été trouvée par hasard, dans les années 80 du siècle dernier, lors de la construction du chemin vers la chapelle de São Julião. À cette époque, la partie inférieure de l'actuel village a commencé à être occupée par au moins une villa romaine (villae romana ou grande ferme romaine).

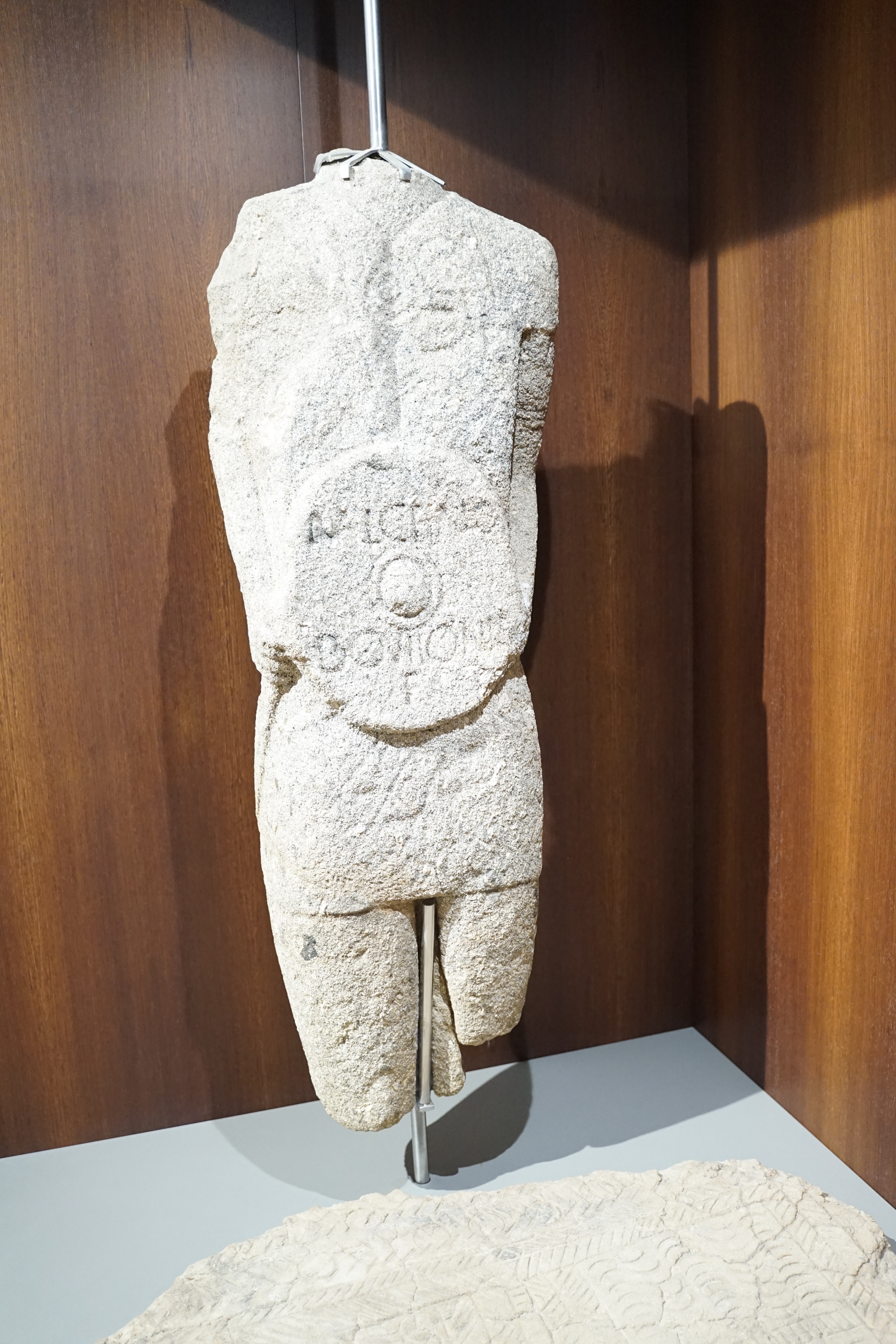
Statue de Malceino fils de Dovilonis, Musée D. Diogo de Sousa, Braga

Durant la période suève Séc. VI[Quoi ?], le castro devient une paroisse probablement sous le nom de Senequino avec la construction d'une église. En contrebas, autour de l'ancienne ferme romaine, d'autres petits domaines naissent de la main de l'envahisseur Suève, devenant plus tard les hameaux de Germel et de Serém. Avant 1089, date du recensement de D. Pedro (recensement des paroisses du diocèse de Braga, commandé par D. Pedro, premier évêque de Braga après la reconquête), le hameau de Vila avec les deux propriétés périphériques, se transforme également en une paroisse appelée, São Vicente das Ribas do Homem et le castro se nomme alors Santo Adriano do Monte, cette dernière paroisse disparaît vers 1200 intégrant la paroisse de São Vicente comme hameau de Crasto. 
Après la reconquête, l'un des premiers seigneurs connus de São Vicente est D. Egas Gomes Pais de Penegate, né vers 1060. C'est après la bataille de Pedroso qu'il devient lieutenant de ce qui sera le julgado de Bouro, il lègue la propriété du Lameiro de S. Vicente das Ribas do Homem, à sa fille Froille Viegas en dot de mariage (de convenance), avec Fafe Lux de Lanhoso, général du comte du Portugal, Henri de Bourgogne (elle a également hérité, entre autres, des terres de Rendufe, Bouro, Vila Verde, et Loureira). Ils vivaient certainement à Lanhoso (un village aujourd'hui à la périphérie de Póvoa de Lanhoso), et c'est là que D. Egas Fafes est né. Étant le fils cadet de la famille, il n'a hérité que de l'héritage de sa mère et non des terres paternelles de Lanhoso. Pour cela après son mariage avec D. Urraca Mendes de Souza, Egas Fafes (ou affectueusement nommé Fafias) s'installe à la Quinta do Lameiro et est ainsi devenu le premier seigneur du Lameiro (bien que la famille n'ait jamais été appelée Lameiro (bourbier en portugais) à cause du côté péjoratif du mot, mais Lanhoso, et Teixeira)  
Gonçalo Viegas, le plus jeune des fils d'Egas Fafias, devient un homme de confiance d'Alphonse Henri premier roi du Portugal, et sera, en 1171 alcade de Lisbonne (commandant militaire de la place de Lisbonne), puis en 1173 gouverneur militaire de l'Estrémadure et majordome de l'Infante D. Teresa à partir de mars 1175. Enfin, entre 1175 et 1176, il est nommé premier grand maître de l'Ordre de São Bento de Aviz, initialement appelé milice d'Évora, dans le but de défendre Évora des Maures. Il mourut le 18 juillet 1195 lors de la bataille d'Alarcos (Espagne) contre les Maures. Cependant malgré sa mort, la ferme de Lameiro de Egas Fafias, est restée pendant plusieurs siècles étroitement liée à l'ordre d'Aviz, car depuis au moins 1187 (cité dans la bulle papale, Quoties a nobis petítur, de Grégoire VIII) jusqu'à la nationalisation des biens des ordres religieux en 1834,, le hameau de Lameiro, sera le siège de la plus ancienne commanderie de l'Ordre militaire d'Aviz, qui géraient les terres données à l'Ordre, dans le nord du Portugal.  

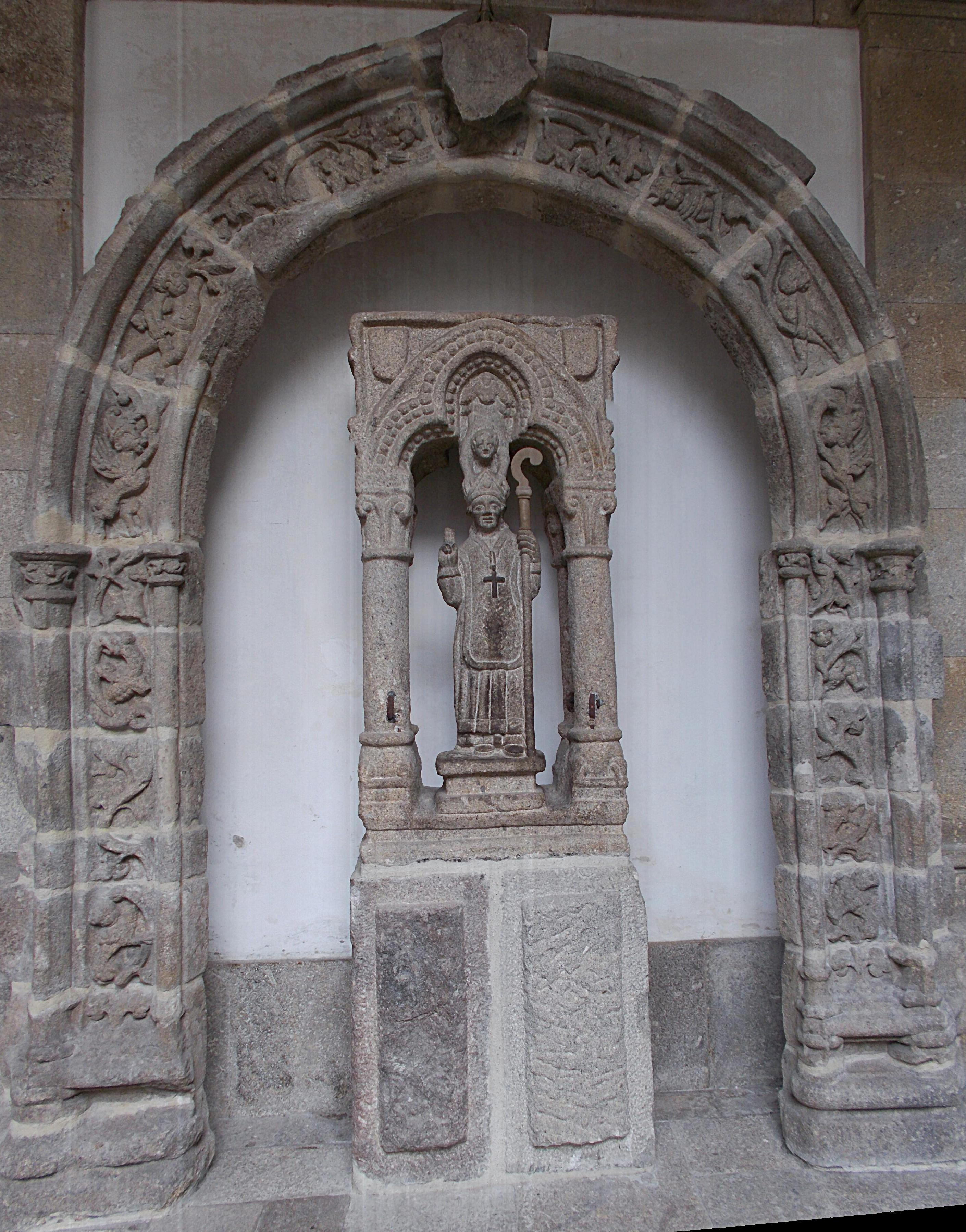
Portail de l'ancienne église de São Vicente, Cloître de la cathédrale de Braga

C'est avec l'aide de Egas Fafias qu'une nouvelle église est construite vers 1150, toujours dédiée à Saint Vincent, mais aussi par patriotisme, à Notre Dame  de l'Immaculée Conception (sainte patronne du Portugal). C'est cette Église qui prend possession d'une partie des terres de l'ancienne villa romaine, un fait confirmé en 1220 par les Enquêtes de D. Afonso II.  
Un peu avant 1258, l'arrière-petit-fils d'Egas Fafias, Estêvão Hermigues Teixeira, quitte le hameau de Lameiro pour vivre dans une maison achetée à Caldelas (Amares), avant de construire un nouveau palais à São Vicente à l'endroit aujourd'hui homonyme. Ce nouveau palais est bientôt abandonné par son plus jeune fils Rodrigo de Sequeiros, qui a hérité de la Quinta de Lameiro qu'il a renommée Sequeiros, mais s'installe à Valença terre de son épouse (la propriété comprenait une partie de São Vicente et presque tout le village de Sequeiros, moins le hameau de Ramalha (voir l'enquête 1258 Sequeiros), et certainement une grande partie d'Oriz). 
En 1513, D. Manuel I cède une charte à la municipalité de Regalados. 
D'après les enquêtes de 1758, à la suite du tremblement de terre de 1755, nous savons[Qui ?] que la paroisse de São Vicente de Regalados est peuplée de 379 personnes dans 93 maisons réparties sur 21 hameaux, la paroisse rurale possède 4 moulins à eau et 2 moulins à traction animale. 
En avril 1842, la paroisse de São Vincent de Regalados change de nom pour São Vicente da Ponte de Caldelas. 

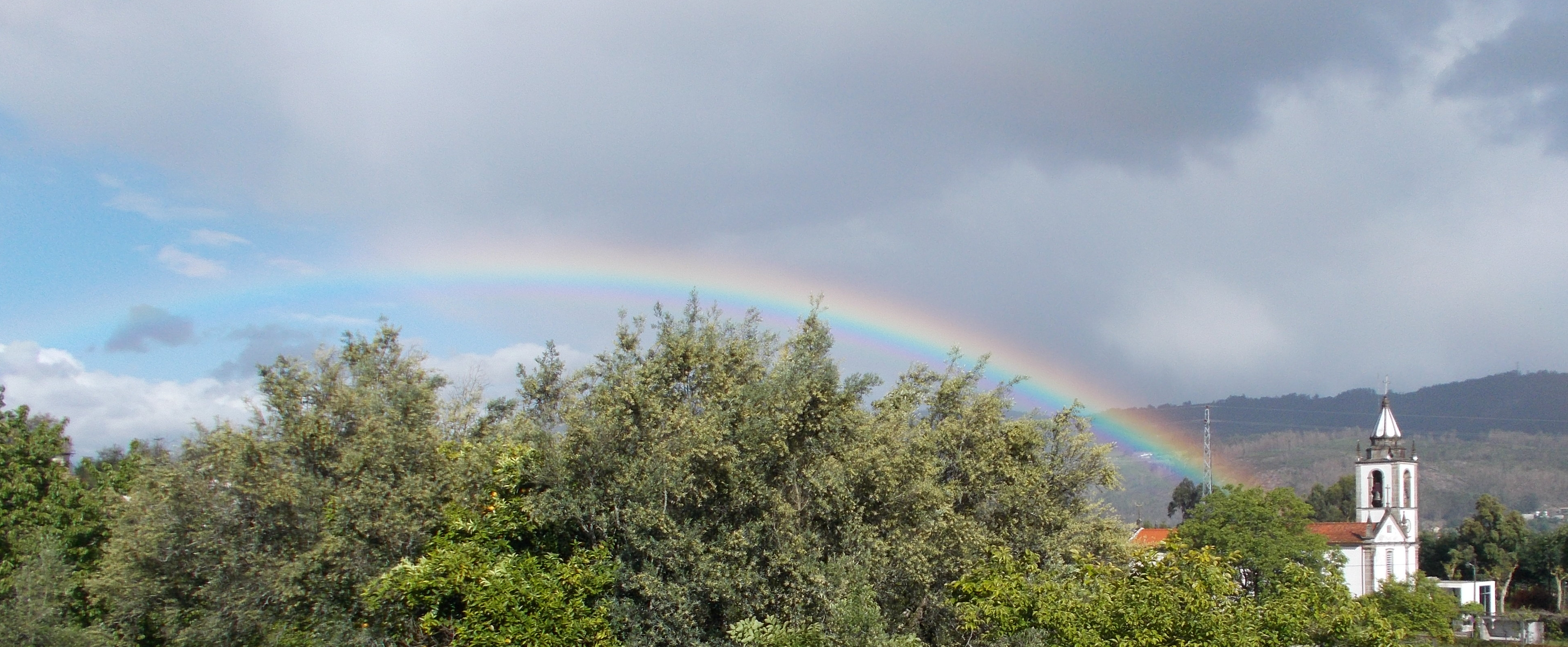
Église de São Vicente

Avec la réforme libérale, vers 1844 les terres de l'église de São Vicente sont vendues ainsi que la résidence du curé qui se trouvait au milieu des terres. Une nouvelle résidence plus simple est construite près de l'église. À cette époque, les hameaux de Assento, Azenhas, do Cão et Trobiscosa disparaissent. En 1855, par décret du 24 octobre, c'est au tour de la municipalité de Regalados de disparaitre, au profit de la nouvelle commune de Vila Verde. En 1889, un autre changement de nom, pour le nom plus court de São Vicente da Ponte. En 1900, la nouvelle église de São Vicente est consacrée après l'incendie de l'ancienne église médiévale. 
Vers 1930, les murs de l'ancienne église médiévale sont détruits pour construire le mur du cimetière. Enfin, après la révolution de 1974, São Vicente da Ponte devient Ponte São Vicente.

## Patrimoine
- Pont de Rodas (classé Monumentnational, décret du 16 juin 1910, DG no 136 du 23 juin 1910).
- Castro ou Citânia de São Julião (classée comme bâtiment d'intérêt public, décret no 28/82, DR, 1re série, no 47, du 26 février 1982).
- Chapelle de Santo Ovídio, Lugar do Lameiro (ancienne chapelle de Nossa Senhora da Conceição).
- Commanderie de l'Ordre d'Aviz, hameau de Lameiro.
- Maison de Gonçalo Viegas, premier grand maître de l'Ordre d'Aviz, hameau de Lameiro.
- Chapelle de Saint Julien (São Julião).

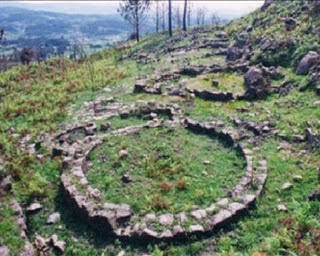
Castro de Saõ Julião
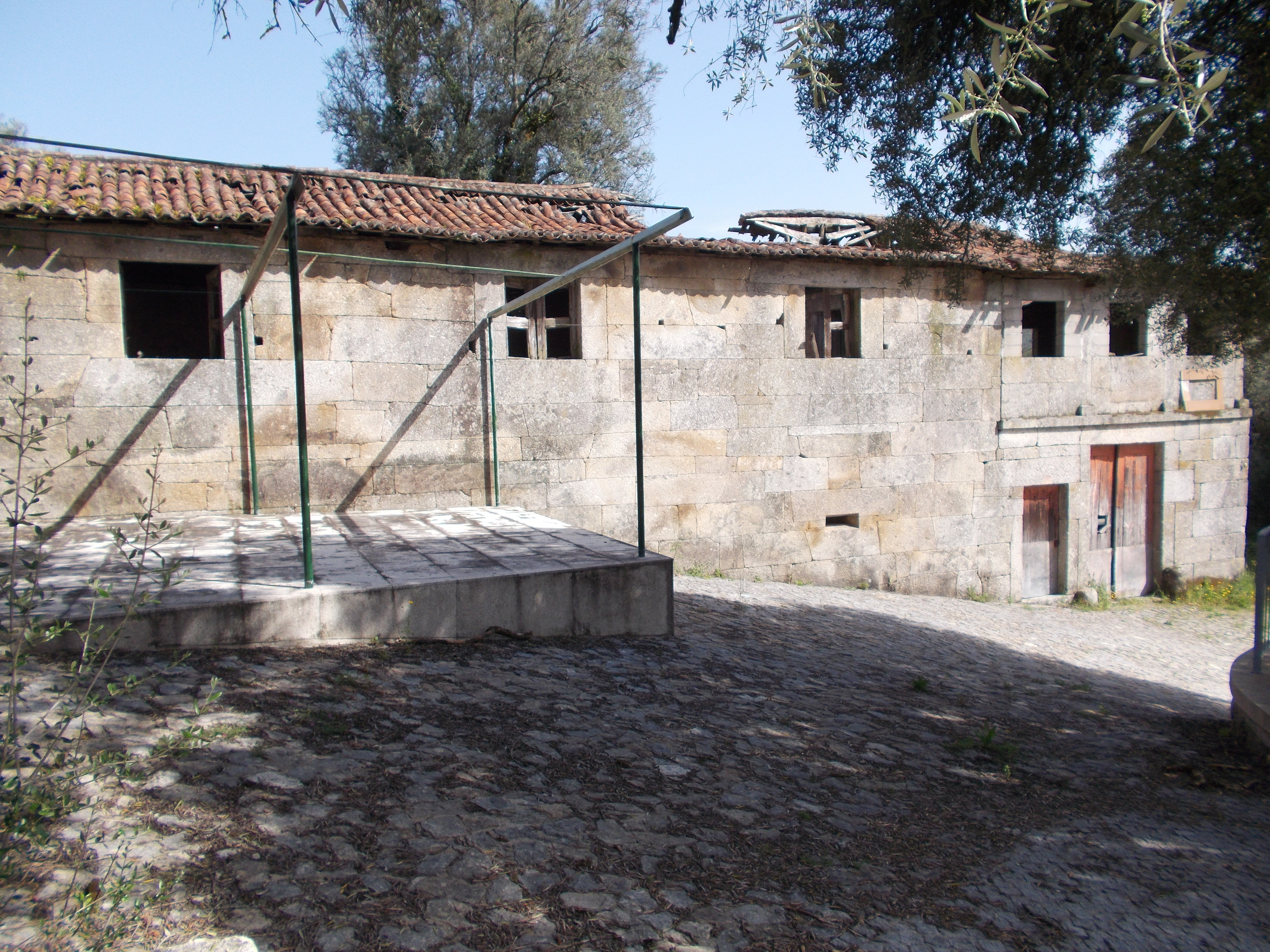
Commanderie

## Hameaux
- Barrio, Bouça, Burrela, Cabo, Crasto, Fontaiscos, Fonte Goda, Fontelos, Gandra, Germel, Igreja, Lameiro, Paço, Serém, Vila de Baixo e Vila de Cima.

## Démographie
Le village de Ponte São Vicente, comme les autres villages du nord de la municipalité de Vila Verde, est victime depuis 1950, de l'exode rural et de l'émigration.